# Ross Brown
Ross Handley Brown (* 8. September 1934 in New Plymouth, Neuseeland; † 20. Mai 2014 ebenda) war ein neuseeländischer Rugby-Union-Spieler auf der Position des Verbinders und Innendreiviertels. Sein Vater Handly und sein Onkel Henry waren ebenfalls neuseeländische Rugbynationalspieler.

## Leben und Karriere
Brown ging als Schüler auf das King’s College in Auckland, wo er mit dem Rugbyspielen anfing. 1953 wurde er zum ersten Mal in die Auswahlmannschaft der Taranaki RFU berufen. Im Jahr darauf folgte seine Berufung in die Auswahl der Nordinsel für das damals jährliche Spiel gegen die Südinsel.
Aufgrund seiner Leistungen debütierte er 1955 in der neuseeländischen Nationalmannschaft (All Blacks) im dritten Länderspiel gegen die in Neuseeland tourende australische Nationalmannschaft (Wallabies). Obwohl die All Blacks das Spiel mit 3:8 verloren, konnten sie den Bledisloe Cup erfolgreich verteidigen, da sie die beiden vorherigen Länderspiele gewannen.
Sein größter Triumph im Rugby folgte ein Jahr später, als er mit den All Blacks die Länderspielserie gegen die in Neuseeland tourende südafrikanische Nationalmannschaft (Springboks) für sich entscheiden konnte. Es war die erste Niederlage der Springboks in einer Länderspielserie überhaupt. Die Neuseeländer gewannen drei der vier Länderspiele und verloren eines. Brown spielte in den ersten drei Spielen als Innendreiviertel, bevor er im letzten Spiel als Verbinder auflief. Im zweiten Spiel gelang ihm ein Versuch. Mit seiner Provinz Taranaki erreichte er außerdem ein 3:3-Unentschieden gegen die Südafrikaner.
1957 gewann er mit Taranaki erstmals den Ranfurly Shield gegen die Otago RFU. Bis 1959 konnte man den Shield dreizehnmal erfolgreich verteidigen, bevor man ihn an Southland Rugby verlor. 1957 und 1958 verteidigte er des Weiteren mit den All Blacks jeweils den Bledisloe Cup gegen die Australier. Zudem spielte er 1959 im ersten und dritten Spiel der All Blacks gegen die in Neuseeland tourenden British Lions. Durch drei Siege und eine Niederlage konnten die All Blacks die Länderspielserie für sich entscheiden.
An der Tour der Neuseeländer in Südafrika nahm er 1960 aus familiären Gründen nicht teil, konnte seinen Platz in der Nationalmannschaft aber 1961 wieder erlangen. In diesem Jahr spielten die All Blacks eine Serie über drei Spiele gegen die nach Neuseeland gekommene französische Nationalmannschaft. Brown lief in allen drei Länderspielen auf, die die All Blacks alle gewannen.
1962 reiste er zwar mit Neuseeland nach Australien, wo er im ersten Länderspiel beim 20:6-Sieg gegen die Gastgeber spielte, danach verlor er jedoch seinen Platz in der Nationalmannschaft. Da die All Blacks auch das zweite Länderspiel gewannen, verteidigten sie erneut den Bledisloe Cup.
Für Taranaki spielte er als Mannschaftskapitän, trotz der Nichtberücksichtigung für den Kader der All Blacks, weiterhin eine große Rolle. So konnte er mit seiner Provinz 1963 den Ranfurly Shield gegen die Wellington RFU zum zweiten Mal gewinnen, und bis zur Niederlage gegen die Auckland RFU im Jahr 1965 in 15 Spielen verteidigen. 1968 beendete Brown seine aktive Rugbykarriere.